# Perperuna
Perperuna lub Dodola – bóstwo słowiańskie poświadczone głównie w wierzeniach Słowian południowych, nasuwające skojarzenie z Perunem. 
Perperuną zwany był praktykowany na Bałkanach obrzęd sprowadzania deszczu o nazwie Peperuda, polegający na polewaniu wodą dziewczyny, która miała przyciągać deszcz i grzmoty. 